# Partecipanti al Giro Donne 2010
Elenco dei partecipanti al Giro Donne 2010.
Alla competizione hanno preso parte 16 squadre, per un totale di 120 cicliste.

## Corridori per squadra
Nota: R ritirato, NP non partito, FT fuori tempo.
| Cervélo TestTeam Women  | Cervélo TestTeam Women  | Cervélo TestTeam Women  | Top Girls Fassa Bortolo-Ghezzi | Top Girls Fassa Bortolo-Ghezzi | Top Girls Fassa Bortolo-Ghezzi | Nazionale australiana  | Nazionale australiana  | Nazionale australiana  |
| ----------------------- | ----------------------- | ----------------------- | ------------------------------ | ------------------------------ | ------------------------------ | ---------------------- | ---------------------- | ---------------------- |
| 1                       | Claudia Häusler         | 4ª                      | 61                             | Marta Tagliaferro              | 77ª                            | 121                    | Kirsty Broun           | R 6ª                   |
| 2                       | Iris Slappendel         | 68ª                     | 62                             | Elena Berlato                  | 10ª                            | 122                    | Tiffany Cromwell       | 23ª                    |
| 3                       | Lieselot Decroix        | NP 5ª                   | 63                             | Valentina Carretta             | 25ª                            | 123                    | Shara Gillow           | 16ª                    |
| 4                       | Sharon Laws             | NP 3ª                   | 64                             | Sigrid Corneo                  | 36ª                            | 124                    | Lauren Kitchen         | 83ª                    |
| 5                       | Emma Pooley             | 5ª                      | 65                             | Alessandra D'Ettorre           | 71ª                            | 125                    | Carlee Taylor          | 29ª                    |
| 6                       | Carla Ryan              | 20ª                     | 66                             | Jennifer Fiori                 | 56ª                            | 126                    | Emma Mackie            | 78ª                    |
| 7                       | Patricia Schwager       | 37ª                     | 67                             | Gloria Presti                  | 59ª                            | 127                    | Lisa Jacobs            | 53ª                    |
| 8                       | Kirsten Wild            | 69ª                     | 68                             | Silvia Valsecchi               | 45ª                            | 128                    | -                      | -                      |
| Team HTC-Columbia Women | Team HTC-Columbia Women | Team HTC-Columbia Women | Michela Fanini-Record-Rox      | Michela Fanini-Record-Rox      | Michela Fanini-Record-Rox      | Nazionale statunitense | Nazionale statunitense | Nazionale statunitense |
| 11                      | Kimberley Anderson      | 33ª                     | 71                             | Edwige Pitel                   | 11ª                            | 131                    | Mara Abbott            | 1ª                     |
| 12                      | Judith Arndt            | 2ª                      | 72                             | Veronica Leal                  | 30ª                            | 132                    | Teresa Cliff Ryan      | 60ª                    |
| 13                      | Noemi Cantele           | 46ª                     | 73                             | Martina Růžičková              | 50ª                            | 133                    | Sinead Miller          | 51ª                    |
| 14                      | Emilia Fahlin           | NP 9ª                   | 74                             | Nina Ovčarenko                 | 21ª                            | 134                    | Amber Neben            | R 9ª                   |
| 15                      | Evelyn Stevens          | 15ª                     | 75                             | Alice Marmorini                | 85ª                            | 135                    | Shelley Evans          | 40ª                    |
| 16                      | Ina-Yoko Teutenberg     | 65ª                     | 76                             | Barbara Guarischi              | NP 8ª                          | 136                    | Carmen Small           | 72ª                    |
| 17                      | Linda Villumsen         | 14ª                     | 77                             | Grete Treier                   | 13ª                            | 137                    | Alison Starnes         | 63ª                    |
| 18                      | Ellen van Dijk          | NP 10ª                  | 78                             | Giulia Lazzerini               | R 8ª                           | 138                    | Amanda Miller          | R 10ª                  |
| Lotto Ladies Team       | Lotto Ladies Team       | Lotto Ladies Team       | Chirio-Forno d'Asolo           | Chirio-Forno d'Asolo           | Chirio-Forno d'Asolo           | Bizkaia-Durango        | Bizkaia-Durango        | Bizkaia-Durango        |
| 21                      | -                       | -                       | 81                             | Luisa Tamanini                 | 67ª                            | 141                    | Cristina Alcalde       | 49ª                    |
| 22                      | Lynette Burger          | NP 8ª                   | 82                             | Edita Ungurytė                 | R 7ª                           | 142                    | Polona Batagelj        | 24ª                    |
| 23                      | Rochelle Gilmore        | R 5ª                    | 83                             | Edita Janeliūnaitė             | R 6ª                           | 143                    | Ana García Antequera   | 48ª                    |
| 24                      | Catherine Delfosse      | 41ª                     | 84                             | Olena Oliynyk                  | 28ª                            | 144                    | -                      | -                      |
| 25                      | Ashleigh Moolman        | 17ª                     | 85                             | Rosane Kirch                   | 86ª                            | 145                    | -                      | -                      |
| 26                      | Kim Schoonbaert         | 82ª                     | 86                             | Uenia Fernandes                | 81ª                            | 146                    | Davina Summers         | R 7ª                   |
| 27                      | Nimesha Smith           | 93ª                     | 87                             | Viktorija Volohdyna            | 57ª                            | 147                    | Ariadna Tudel          | 58ª                    |
| 28                      | Vicki Whitelaw          | 22ª                     | 88                             | Tetjana Rjabčenko              | 70ª                            | 148                    | Dorleta Zorrilla       | 91ª                    |
| Gauss-RDZ-Ormu          | Gauss-RDZ-Ormu          | Gauss-RDZ-Ormu          | Vaiano-Tepso-Solaristech       | Vaiano-Tepso-Solaristech       | Vaiano-Tepso-Solaristech       | Debabarrena-Kirolgi    | Debabarrena-Kirolgi    | Debabarrena-Kirolgi    |
| 31                      | Edita Pučinskaitė       | 12ª                     | 91                             | Irene Falorni                  | 92ª                            | 151                    | Ane Santesteban        | 54ª                    |
| 32                      | Martine Bras            | 34ª                     | 92                             | Simona Frapporti               | 76ª                            | 152                    | Inmaculada Rafael      | R 6ª                   |
| 33                      | Giorgia Bronzini        | 66ª                     | 93                             | Simona Martini                 | 90ª                            | 153                    | Irene San Sebastián    | R 10ª                  |
| 34                      | Julija Martisova        | 44ª                     | 94                             | Valentina Scandolara           | R 9ª                           | 154                    | Inmaculada Pereiro     | 79ª                    |
| 35                      | Elena Kučinskaja        | 32ª                     | 95                             | Katarzyna Sosna                | 26ª                            | 155                    | Ana Yonta Diez         | R 10ª                  |
| 36                      | Alessandra Borchi       | 80ª                     | 96                             | Eleonora Spaliviero            | 88ª                            | 156                    | Leire Olaberria        | R 5ª                   |
| 37                      | Giada Borgato           | 74ª                     | 97                             | Francesca Tognali              | 87ª                            | 157                    | -                      | -                      |
| 38                      | Alice Donadoni          | NP 8ª                   | 98                             | Chiara Vanni                   | NP 9ª                          | 158                    | -                      | -                      |
| Fenixs-Petrogradets     | Fenixs-Petrogradets     | Fenixs-Petrogradets     | Team Valdarno                  | Team Valdarno                  | Team Valdarno                  |                        |                        |                        |
| 41                      | Svetlana Bubnenkova     | 55ª                     | 101                            | Tatiana Guderzo                | 3ª                             |                        |                        |                        |
| 42                      | Natal'ja Bojarskaja     | 18ª                     | 102                            | Тat'jana Аntošina              | 8ª                             |                        |                        |                        |
| 43                      | Erika Vilūnaitė         | NP 9ª                   | 103                            | Monia Baccaille                | 39ª                            |                        |                        |                        |
| 44                      | Suzie Godart            | NP 4ª                   | 104                            | Tania Belvederesi              | 84ª                            |                        |                        |                        |
| 45                      | Marta Vilajosana        | 19ª                     | 105                            | Laura Bozzolo                  | 38ª                            |                        |                        |                        |
| 46                      | Karin Aune              | 31ª                     | 106                            | Martina Corazza                | 47ª                            |                        |                        |                        |
| 47                      | -                       | -                       | 107                            | Bridie O'Donnell               | 89ª                            |                        |                        |                        |
| 48                      | -                       | -                       | 108                            | Jevhenija Vysoc'ka             | 6ª                             |                        |                        |                        |
| Safi-Pasta Zara         | Safi-Pasta Zara         | Safi-Pasta Zara         | Nazionale olandese             | Nazionale olandese             | Nazionale olandese             |                        |                        |                        |
| 51                      | Al'ona Andruk           | 73ª                     | 111                            | Marianne Vos                   | 7ª                             |                        |                        |                        |
| 52                      | Ol'ga Zabelinskaja      | 9ª                      | 112                            | Annemiek van Vleuten           | 27ª                            |                        |                        |                        |
| 53                      | Lorena Foresi           | 42ª                     | 113                            | Chantal Blaak                  | 62ª                            |                        |                        |                        |
| 54                      | Vilija Sereikaitė       | 52ª                     | 114                            | Lucinda Brand                  | 35ª                            |                        |                        |                        |
| 55                      | Sylwia Kapusta          | R 8ª                    | 115                            | Anna van der Breggen           | 43ª                            |                        |                        |                        |
| 56                      | Oksana Kozončuk         | R 8ª                    | 116                            | Sanne van Paassen              | 75ª                            |                        |                        |                        |
| 57                      | Rasa Leleivytė          | 64ª                     | 117                            | Marit Huisman                  | 94ª                            |                        |                        |                        |
| 58                      | Eleonora Patuzzo        | 61ª                     | 118                            | Roxane Knetemann               | R 6ª                           |                        |                        |                        |